# Јелен лопатар
Јелен лопатар (лат. Dama dama) је сисар из реда папкара (Artiodactyla) и породице јелена (Cervidae). Према неким ауторима персијски јелен лопатар (Dama dama mesopotamica) је подврста јелена лопатара, док је према другим он посебна врста (Dama mesopotamica).

## Опис
Одрасли јелен лопатар достиже дужину од 140–160 cm, висину у раменима од 85–95 cm и тежину од 60–100 kg; женка (кошута) достиже дужину од 130–150 cm, висину у раменима од 75–85 cm и тежину од 30–50 kg. Највећи мужјаци могу да достигну дужину од 190 cm и тежину од 150 kg. Младунци се рађају у пролеће, а при рођењу су дуги око 30 cm и тешки око 4,5 kg. Животни век јелена лопатара је око 12–16 година.

## Распрострањеност
Јелен лопатар је као аутохтона врста насељен у Турској, можда је аутохтон на Балкану и континенталној Италији, а пренет је у велики део Европе као и мање делове Јужне и Северне Америке, Аустралије и јужне Африке.

## Станиште
Јелен лопатар је веома прилагодљива врста и насељава различита станишта, као што су шуме, жбуњаци, пашњаци, ливаде и плантаже.

## Угроженост
Ова врста није угрожена.